# Unreal (Catacomb)
Unreal  è il secondo demo della progressive death metal/gothic metal band italiana Novembre. Il demo venne pubblicato con il vecchio nome del gruppo "Catacomb" che è poi stato mutato in "Novembre" dopo l'uscita di The Return of the Ark.

## Tracce
1. Intro/Tearing – 1:12
2. Foreseen Epitaph – 4:32
3. Chrysanthemums – 4:30
4. Insect – 3:13
5. Cemetery of the Living Ones – 4:24
6. Outro/Ruins – 1:59

## Formazione
- Carmelo Orlando - chitarra, voce, basso
- Giuseppe Orlando - batteria